# Henryk Mączkowski
Henryk Mączkowski (ur. 3 lutego 1936 w Olsztynie, zm. 7 stycznia 1973 tamże) – polski ilustrator, rysownik, grafik, malarz, twórca wielu wnętrz użyteczności publicznej.
Absolwent Akademii Sztuk Pięknych w Gdańsku. Po 10 latach pracy twórczej pozostawił ponad 40 płócien oraz kilkaset grafik i rysunków. Uczestnik wielu wystaw w Polsce i za granicą. Życiem i pracą związany był z rodzinnym Olsztynem. Spoczywa na cmentarzu komunalnym w Olsztynie (kw. 35 rząd 1 grób 21).
Nota o nim znajduje się w Polskim Słowniku Biograficznym, wyd. PAN i PAU.